# Poppaea Sabina
Poppaea Augusta Sabina (31-65) var romersk kejserinde fra år 62 til 65.
Sabina blev født i Pompeji som datter af Titus Ollis og Poppaea Sabina.  Hun blev opkaldt efter sin morfar Gaius Poppaeus Sabinus, der var senator under Augustus og Tiberius. Hendes far,Titus Ollis, blev henrettet i 32. Poppaea Sabina den Ældre begik selvmord i 47 som et uskyldigt offer i Messalina-intrigen. 
I 44 blev hun gift med Rufius Crispinus, medlem af prætorianergarden. I ægteskabet fødte Sabina en søn Rufius Crispinus den Yngre, der senere blev druknet af kejser Nero, der betragtede ham som rival til tronen. I 58 blev Poppaea Sabina gift med Marcus Salvius Otho (kejser Otho 69), en ven af kejser Nero. I samme periode blev Poppaea Sabina Neros elskerinde. Han var gift med kejser Claudius' datter Octavia. Poppaea Sabina og Otho var kun gift en kort tid, da kejser Nero, der ønskede at gifte sig med hende, udnævnte Otho til statholder i Lusitanien; derefter indvilligede Otho i skilsmisse. En anden forhindring var Neros mor, Agrippina, der modsatte sig hans forhold til Poppaea Sabina, da hun selv havde arrangeret ægteskabet mellem Nero og sin steddatter Octavia. I 59 fik Nero Agrippina myrdet, først ved drukning, men da det mislykkedes, blev hun dræbt og brændt i sit eget hjem. 
I 62 blev Nero skilt fra Octavia begrundet hendes ægteskabsbrud og forviste hende til øen Pandateria, som er kendt for tidligere at have huset kongelige ægteskabsbrydere. Octavia blev myrdet på øen, men det skulle have lignet selvmord. Kort efter blev den gravide Poppaea Sabina og kejser Nero gift. I 63 fødte hun en datter, Claudia, hvorpå Nero tildeler både mor og datter titlen Augusta. Desværre døde datteren efter få måneder. Poppaea Sabina blev gravid igen i 65, men under et skænderi sparkede Nero hende i maven og forårsager hendes død. Nero gik herefter i sorg og gav hende en statsbegravelse i stedet for den almindelige brænding, lod hende balsamere i krydderier, lægger til hvile i Augustus` mausoleum og ophøjede hende til guddommelig. Poppaea Sabina var ved sin død ca. 34 år gammel. 

## Poppaea Sabina i kulturen
Claudio Monteverdis opera L'incoronazione di Poppea handler om forholdet mellem Poppaea Sabina og Nero.
| Biografi | Spire Denne biografi er en spire som bør udbygges. Du er velkommen til at hjælpe Wikipedia ved at udvide den. |